# Kinross Gold
A Kinross Gold é uma mineradora multinacional fundada em 1993 em Toronto, no Canadá, constituindo-se posteriormente numa das 10 maiores mineradoras do mundo, destacada na exploração de ouro em diversas partes do mundo.

## Atuação no Brasil
No Brasil, a Kinross Gold atua desde o ano de 2005 na cidade de Paracatu, no estado de Minas Gerais. Desde a atuação da empresa no referido município, inúmeras denúncias foram realizadas acerca dos altos índices de câncer na região, fruto de uma suposta contaminação em massa provocada pelo arsênio; substância liberada no processo de retirada do ouro. Márcio José dos Santos, geólogo e mestre em Planejamento e Gestão Ambiental, explica que diferentemente do que ocorria na época dos garimpos, a chegada das mineradoras trouxe um processo de extração chamado cianetação, que consiste na destruição da rocha através de explosivos e agentes químicos, que liberam arsênio em diferentes estados de valência. Para se retirar 1g de ouro, por exemplo, seriam liberados até 7 kg de arsênio nessas condições, e o mais letal deles seria o trióxido de arsênio, um dos componentes liberados quando se ataca a arsenopirita.